# Нова социјалистичка партија
Нова социјалистичка партија била је политичка партија која је дјеловала у Републици Српској и Босни и Херцеговини. Настала је након што је неколико истакнутих чланова напустило Социјалистичку партију, јер се нису слагали са потезима руководства странке које је по њиховом мишљењу од Социјалистичке партије направило филијалу Савеза независних социјалдемократа. Предсједник странке је био Здравко Крсмановић, некадашњи потпредсједник Социјалистичке партије и бивши начелник општине Фоча.

## Дјеловање
Након што на изборима 2014. године Нова социјалистичка партија није успјела да освоји ниједно посланичко мјесто у Народној скупштини Републике Српске присајединила се Народном демократском покрету Драгана Чавића.

## Циљеви и задаци партије
Статут партије је наводио неколико примарних циљева и задатака, чијем остварењу је партија тежила:
1. поштовање и уважавање права и слобода свих грађана независно од њиховог погледа на свијет, политичког увјерења, вјерске и националне припадности, једнакост, економска и социјална правда за све грађане;
2. борба за демократску и правну државу у којој ће се на демократски начин рјешавати сва питања;
3. регулисање привредних токова на законитостима тржишта;
4. пуна заштита и остварење законских права породица палих бораца, војних инвалида, социјално угрожених лица, друштвених група и слојева;
5. заштита права радника, поштовање колективних уговора, заштита права и положаја земљорадника, пензионера, ђака и студената и свих других људи који живе од личног рада;
6. подстицање и развијање стваралаштва, свестраног културног развоја, стварање и заштита материјалног богатства;
7. заштита природне средине и обезбјеђивање здравог живота генерацијама које долазе;
8. заштита положаја породице и равноправности полова;
9. изградња друштва на основним вриједностима и социјалистичким идејама слободе, једнакости и солидарности за све грађане;
10. стварање услова за потпуну и квалитетну здравствену заштиту свих грађана.

## Споразум са Нашом странком
Нова социјалистичка партија потписала је са Нашом странком споразум о заједничком наступу на општим изборима у Босни и Херцеговини, који су одржани 3. октобра 2010. године. Према овом споразуму, двије партије ће имати заједничке листе кандидата за све нивое власти. Споразум садржи шест основних принципа и циљева:
- Економски развој
- Запошљавање
- равномјеран развој цијеле Босне и Херцеговине
- стабилност и демократска политичка култура
- децентрализација власти
- остваривање основних људских права и слобода.